# 秩父鉄道スム4000形貨車
秩父鉄道スム4000形貨車（ちちぶてつどうスム4000がたかしゃ）は、秩父鉄道に在籍する貨車である。

## 概要
スム4000形は、1963年（昭和38年）に日本車輌製造で50両が製造された15 t 積の二軸有蓋車である。車体側面が従来の木製と区別するため鉄側有蓋車と称される。車内に内張りがされておらず、水を嫌う袋詰めセメントや一般貨物の輸送に活躍した。全車国鉄連絡直通貨車に指定され国鉄線内でも運用された。車番の下にある二重線標記はこの意味である。
バラ積み輸送の時代になると余剰になり、1979年（昭和54年）に9両がワフ50形に改造された。残る車両も、1984年（昭和59年）10月31日付けでスム4044・スム4047の2両を除いて廃車になった。残った2両は救援車として車体に白帯を入れ、救援機材を積み込み広瀬川原駅（熊谷工場）で待機している。以前は片方が秩父駅に留置されていた。また、スム4023が三峰口駅構内にある秩父鉄道車両公園に保存されていたが現在では解体撤去された。廃車後の車両のなかには秩父鉄道沿線で倉庫などとして利用されているものも見受けられる。
秩父鉄道では鉄側有蓋車が本形式を含め4代に渡り改良発展してきた（スム1000→スム2000→スム3000→スム4000）。スム3000形から走り装置が従来の一段リンク式から二段リンク式へ改良され、最高速度が 65 km/hから75 km/hと高速化が図られている。

## 保存車
- スム4023 - 埼玉県秩父市 秩父鉄道車両公園（現在では解体撤去された）